# Arese
Arese (Arés in dialetto milanese, AFI: [arˈeːs]) è un comune italiano di 19 532 abitanti della città metropolitana di Milano in Lombardia.

## Geografia fisica
La città di Arese è situata a nord ovest di Milano, a 13 chilometri dal centro del capoluogo. Il suo territorio è approssimativamente descrivibile come un triangolo che ha come lati la Strada statale 233 Varesina a est, l'Autostrada dei Laghi a ovest e il canale Villoresi a nord.
La conformazione geologica del territorio comprende una parte a base fangosa con presenza di detriti sassosi, sabbia e ghiaia ed una parte a base argillosa ricca di ferro.
Nel territorio comunale sono presenti otto pozzi per l'approvvigionamento idrico ed è in progetto lo scavo di un ulteriore pozzo artesiano.
Parte del territorio settentrionale del comune è inserita nel Parco delle Groane.

## Origini del nome

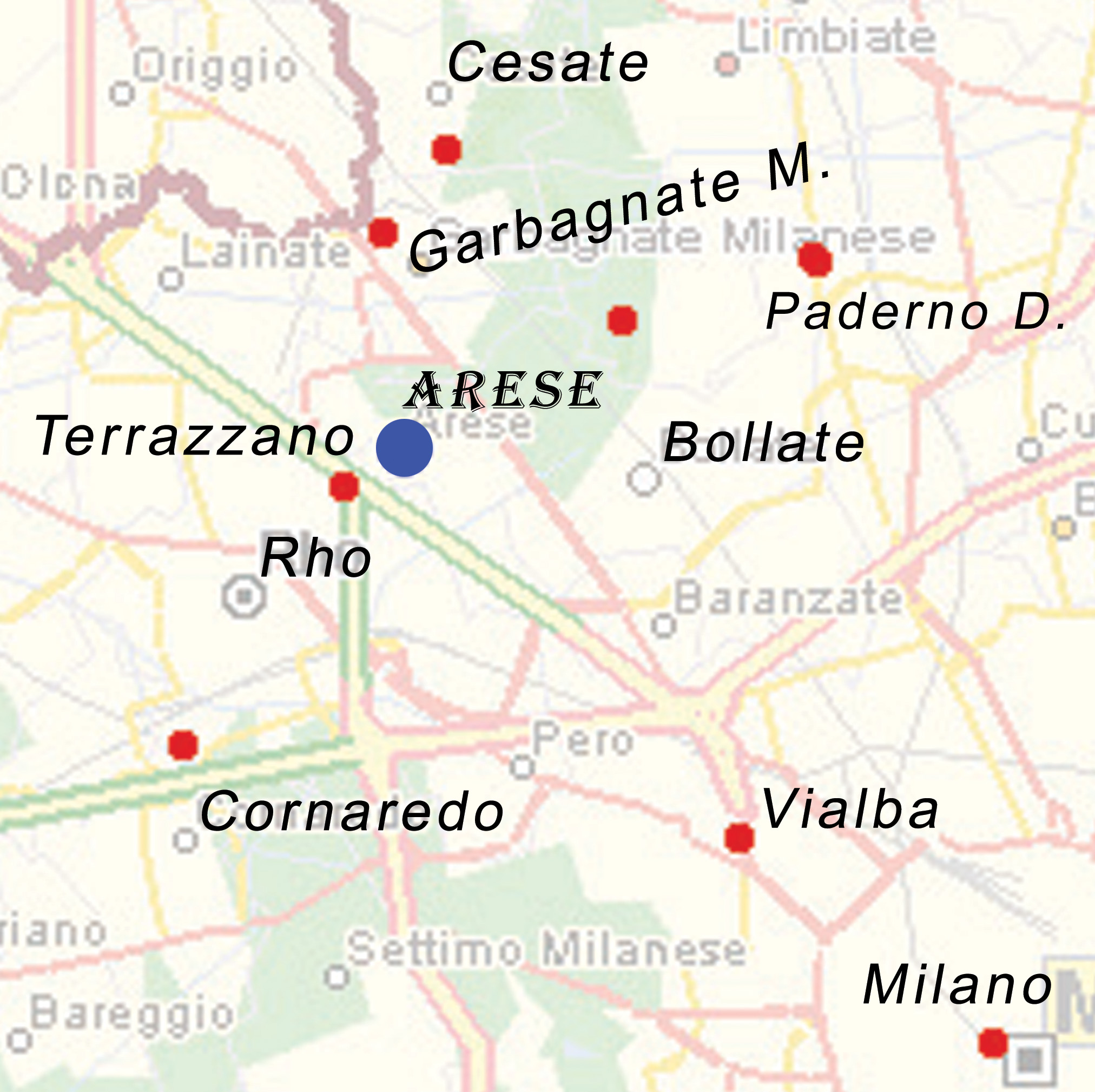
Siti Romano-Celti nei dintorni di Arese.

Alla ricerca di una origine nobile per le famiglie notabili di Milano, il giureconsulto Raffaele Fagnani nei suoi Commentari fece risalire la fondazione di Arese (e quindi l'importante famiglia Arese che dalla località ha preso il nome) a un gruppo di soldati ungari che si stanziarono in questo luogo intorno al 507 d.C. e decisero di dare all'insediamento il nome Alessium in onore del loro re Alessio. Per successive evoluzioni il nome sarebbe diventato Arexium e poi quello attuale. Questa ricostruzione assolutamente priva di fondamenta come molte delle asserzioni del Fagnani – gli Ungari fecero la loro comparsa in Europa solamente nel IX secolo, e non si ha evidenza storica di un loro re Alessio – fu ripresa dallo storico locale don Carlo Gianola nel 1901 e da Guido Mantovani nel 1926 quando fu incaricato di raccogliere le notizie storiche per la realizzazione dello stemma comunale, che difatti riprende questa origine leggendaria del nome mostrando una capanna ungara.
Il villaggio deve invece avere avuto origini ben più remote, probabilmente gallo-celtiche, come risulterebbe dal ritrovamento di una grande necropoli del III - II secolo a.C. al confine con il vicino comune di Terrazzano.
Scartata così per inconsistenza l'ipotesi del Fagnani e dei suoi epigoni, si rende necessario riconsiderare in maniera critica anche l'opinione degli studiosi Dante Olivieri e Pierino Boselli, che riconducono il nome Arese ai gentilizi romani Arrius, Arisius o Arredius, dato che ogni possibile antico abitatore della regione potrebbe aver dato al villaggio un nome riconducibile al dialettale Arés; seguendo le considerazioni di Cesare Cantù e di Gian Piero Bognetti, e per analogia con il toponimo Varese, l'etimologia più plausibile pare essere quella riconducibile al celtico Ar-es con il significato di “terra di sopra” o “territorio soprelevato”, come in effetti appare il terreno su cui sorge il nucleo più antico del centro abitato. Più tarde sarebbero le scritture “dotte” Arexio, Aresium, Arisium, Arese sorprendentemente analoghe a quelle di Varexio, Varixium, Varisium, Varesium, Varese dalla radice celtica Var = acqua.

## Storia

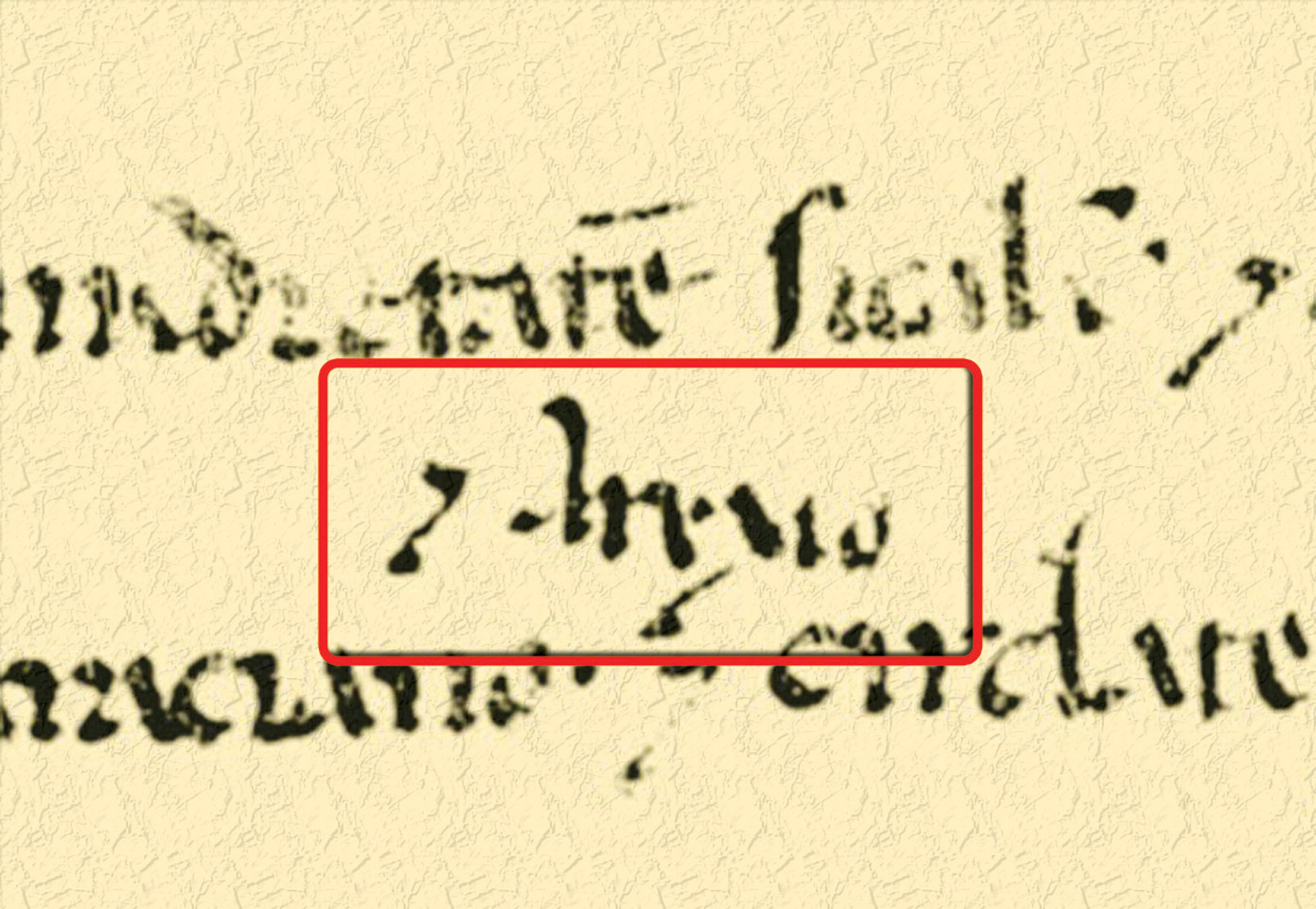
La prima comparsa del nome di Arese (Arexio) su una pergamena del 1185.

Delle probabili origini preistoriche dell'insediamento si è detto alla voce precedente "Toponimo". Da Aresium, nome romano di Arese, passava la Via Mediolanum-Bilitio, che metteva in comunicazione Mediolanum (Milano) con Luganum (Lugano) passando da Varisium (Varese). Storicamente il nome della moderna località si trova citato per la prima volta, come Arexio, in un atto notarile del 1185; tre anni più tardi da un contratto di compravendita e permuta di terreni posti nei comuni di Arese e Bollate si evince che il borgo era propriamente un castro, cioè un luogo fortificato, e vi era una chiesa intitolata a San Pietro.
Quasi certamente il castello, nel quale doveva trovarsi un manipolo di soldati al comando dei titolari del feudo in capite (i capitanei di Arese diverranno poi i nobili Arese di Milano), sarà abbattuto – insieme con tutti quelli minori nei dintorni di Milano – per ordine di Napo Torriani perché non potesse fungere da appoggio ai Viscontei e parzialmente ricostruito un paio di secoli più tardi da nuovi signori residenti nel borgo (forse i Pallavicini), come dimostrato in un suo approfondito studio da Fabio Ombrelli, ancora oggi fa mostra di sé nella piazza della parrocchiale. La chiesa si ritrova citata nell'inventario delle cappelle e delle chiese della diocesi di Milano, redatto alla fine del XIII secolo da Goffredo da Bussero, come facente parte della pieve di Trenno; anche questo edificio sacro, sostituito nel 1882 dalla nuova parrocchiale, è ancora nella stessa piazza anche se profondamente rimaneggiato e irriconoscibile per l'utilizzo come casa parrocchiale.
Attraversato nella parte meridionale dalla fascia dei fontanili dei quali era molto ricco, il territorio aresino – a quanto risulta mai infeudato a un unico proprietario – è sempre stato particolarmente fertile, adatto alla coltivazione di gelsi e viti e quindi oltremodo ambito da famiglie illustri e comunità religiose. Oltre agli Arese fra i tanti che si potrebbero elencare ricordiamo i già citati Pallavicini di Scipione, i Biglia, i Pozzobonelli, gli Odescalchi, i Ferrari, gli Arconati, i Corio, i Caimi, i Settala, i Belgioioso d'Este, e i monasteri milanesi di Sant'Ambrogio, San Paolo, Sant'Agnese, San Gerolamo e Sant'Agostino.
Comune autonomo da tempo immemorabile (si è trovato citato come tale in un documento del 1456), era dotato di una propria capacità impositiva e amministrato da un apparato costituito da un console e un sindaco – responsabili rispettivamente della tutela dell'ordine pubblico e dell'amministrazione del patrimonio pubblico – e dal consiglio generale, composto dai capi di casa della comunità, che veniva convocato dal console in occasione della pubblicazione dei riparti; il quadro amministrativo della comunità era completato da un cancelliere residente a Milano e da un amministratore scelto con asta pubblica. 

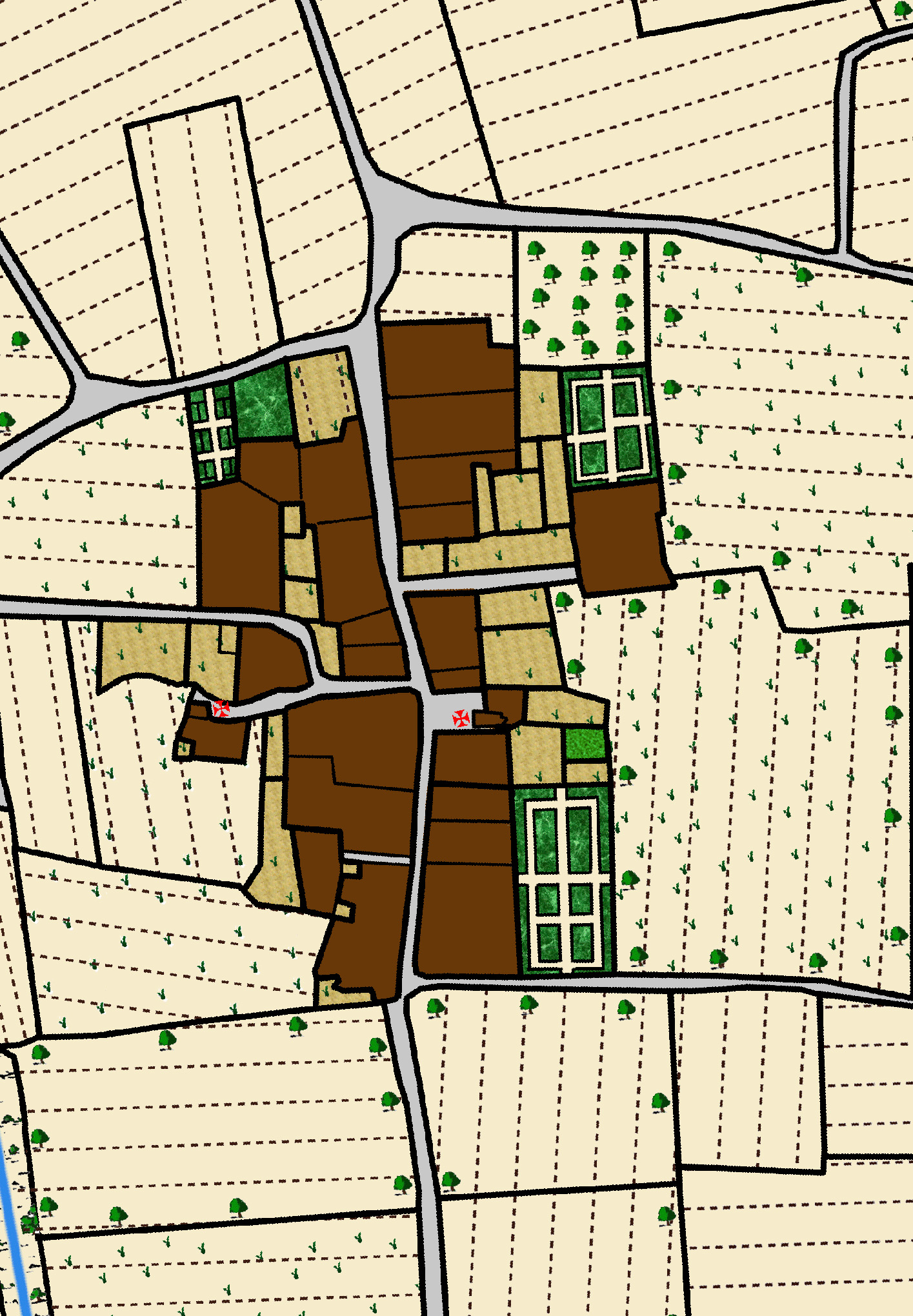
Il centro di Arese secondo il catasto Teresiano (1721).

Nel 1721 il centro abitato era costituito da ventuno abitazioni; altri tre corpi di fabbrica si trovavano alla frazione Torretta e una cascina era isolata in mezzo alla campagna meridionale. Quello stesso anno la parrocchia – comprendente anche le località di Valera, Torretta e cascina Scessa – veniva aggregata alla pieve di Bollate; amministrativamente il comune rimaneva nella pieve di Trenno.
Questo ordine venne completamente stravolto con Napoleone all'inizio del XIX secolo: i beni ecclesiastici furono incamerati dall'amministrazione statale e i nobili avversi al regime furono privati di titoli e beni, riottenibili dietro pagamento di pesanti ammende. Nell'ambito di una riorganizzazione del territorio nel 1809 al comune di Arese venne aggregato quello di Valera, fino a tale data autonomo e di un unico proprietario; l'unione dei due comuni divenne definitiva solamente nel 1844 dopo che lo stesso comune di Arese era stato temporaneamente soppresso e aggregato a quello di Garbagnate Milanese e che nel 1811 l'intera proprietà di Valera era passata dai Lattuada-Settala ai Marietti. Con la restaurazione austriaca ai nobili e agli istituti religiosi si sostituì una nuova borghesia costituita di imprenditori dell'agricoltura e intorno al 1838 sorse la prima attività industriale: nella frazione Torretta si installò una filanda di proprietà della famiglia Gallazzi. La popolazione aresina partecipò attivamente ai moti insurrezionali del 1848 erigendo una barricata all'ingresso meridionale del paese, barricata che venne abbattuta completamente solo due anni più tardi.
Mentre si assisteva a un primo boom demografico (nel corso dell'Ottocento la popolazione raddoppiava), con la sistemazione e la messa in sicurezza della strada Varesina e con l'istituzione del primo servizio pubblico di collegamento con Milano e Saronno (inizialmente – dal 1845 – un velocifero, successivamente – dal 1877 – un tram a vapore, il Gamba de legn) gli Aresini incominciarono a cercare lavoro fuori dal paese trasformandosi da contadini soprattutto in apprezzati muratori e sterratori ma anche in operai e artigiani. Durante la prima metà del XX secolo la campagna venne lentamente abbandonata dalle nuove generazioni rimanendo appannaggio dei soli anziani e di qualche irriducibile.
Dal 1920 a tutti gli anni cinquanta il nome di Arese venne conosciuto al di fuori dello stretto circondario principalmente per la presenza dell'Istituto Cesare Beccaria per il recupero dei ragazzi “traviati” (i Barabitt) installatosi nell'antica villa, con parco annesso, nel centro del paese già di proprietà dei Ferrari, forse degli Arese, e successivamente dei fratelli Negri; dal 1955 l'Istituto è diventato il Centro Salesiano San Domenico Savio.
I terreni ormai quasi incolti alla fine degli anni cinquanta attirarono l'attenzione delle industrie alla ricerca di nuovi spazi. Alle poche e piccole attività industriali che a partire dalla fine del XIX secolo si erano quasi impercettibilmente installate sul territorio (IMAR, Mombelli, Cappelli, De Bortoli, Valsecchi, CAM) nel 1959 si aggiunse l'industria chimica Italcolloid e l'anno successivo iniziavano i lavori per la realizzazione dei nuovi impianti dell'Alfa Romeo che sorgono su un vastissimo territorio nella frazione di Valera sbordando nei vicini comuni di Lainate e Garbagnate Milanese.
È l'inizio di una nuova rivoluzione per il territorio e la comunità; altre industrie si installano ad Arese sottraendo terreni agricoli e rendendo necessari nuovi alloggi e infrastrutture adeguate. In dieci anni la popolazione passava da circa tremila nel 1960 a quasi cinquemila abitanti nel 1970 e triplicava ulteriormente nel decennio successivo. In seguito, complice anche la crisi del settore dell'automobile (una presenza veramente effimera se rapportata agli ipotetici duemila anni della comunità), l'incremento demografico rallentò sensibilmente e il numero dei residenti si stabilizzò intorno alle diciannovemila unità. Con decreto presidenziale il 25 ottobre 1985 veniva concesso ad Arese il titolo di città. Dove un tempo si stendevano a perdita d'occhio i campi coltivati ora vi sono villaggi di villette unifamiliari e condomini fra i quali si inseriscono ampi viali e parchi.

### Simboli
Come molti altri comuni d'Italia, sotto sollecitazione della Consulta Araldica, anche Arese nel 1926 decise di munirsi di un proprio stemma. Era richiesto che gli elementi grafici che lo componevano si ricollegassero alla storia del comune così la ricerca storica venne affidata a Guido Mantovani – il quale si rifece alla leggendaria fondazione da parte degli Ungari – e, in base alle indicazioni da lui fornite, Giuseppe Giacchi realizzò il bozzetto che prevedeva uno scudo ovale (in realtà nel disegno risultava “perale”, cioè a goccia rovesciata) con una sbarra trasversale bianca recante il motto “Ex gladiis fruges”; nel campo sinistro inseriva una «tenda militare barbarica» (senza altre descrizioni di una scena ben più complessa) e in quello di destra, di colore azzurro, un fascio di spighe al quale sovrapponeva un piccolo fascio littorio.
Tutto sembrava realizzato nel migliore dei modi e con orgoglio lo stemma veniva presentato al pubblico mediante un pieghevole distribuito alla popolazione e furono realizzati anche i timbri comunali; probabilmente però ci si dimenticò di inviare il bozzetto all'ufficio competente per avere la necessaria approvazione. A seguito di un nuovo sollecito la pratica venne ripresa sei anni più tardi, ma il disegno originale fu respinto dalla Consulta Araldica che ne lamentò la complessità, la non rispondenza ai dettami dell'araldica e, soprattutto, l'inaffidabilità dei dati storici. Non ottenendo ulteriori precisazioni, nel 1937 la Consulta si risolse a realizzare essa stessa lo stemma in base alle indicazioni ricevute; la “lettera patente” con il «solenne documento della accordata grazia al Comune concessionario» firmato dal re Vittorio Emanuele III venne emessa solamente il 12 luglio 1940.
Così viene descritto lo stemma:
In seguito al Decreto Legislativo Luogotenenziale n. 313 del 26 ottobre 1944 il Capo del Littorio (cioè l'intera fascia superiore contenente il fascio littorio) avrebbe dovuto essere eliminato, ma come tanti altri comuni italiani anche Arese intese dovesse essere tolto solo il simbolo fascista e pertanto il capo rosso porpora venne lasciato. Dopo aver ottenuto il titolo di Città nel 1985, la corona d'argento “da comune” è stata sostituita con quella d'oro “da città” con cinque torri visibili.
Da una ventina d'anni nelle occasioni ufficiali viene portato anche un gonfalone nel quale lo stemma compare su un fondo azzurro. È necessario precisare che per tale gonfalone, che pure è stato realizzato da un fornitore qualificato, il comune non ha mai ottenuto un provvedimento di riconoscimento ufficiale, anzi, secondo l'ufficio di araldica il fondo azzurro non è compatibile con lo stemma utilizzato e nemmeno con quelli da esso stesso proposti come alternativa. A quanto risulta l'amministrazione comunale sta compiendo i passi necessari per risolvere tutte le problematiche legate a questi aspetti apparentemente solo formali per la vita del comune.

## Monumenti e luoghi d'interesse

### Architetture religiose

#### Chiesa dei Santi Pietro e Paolo

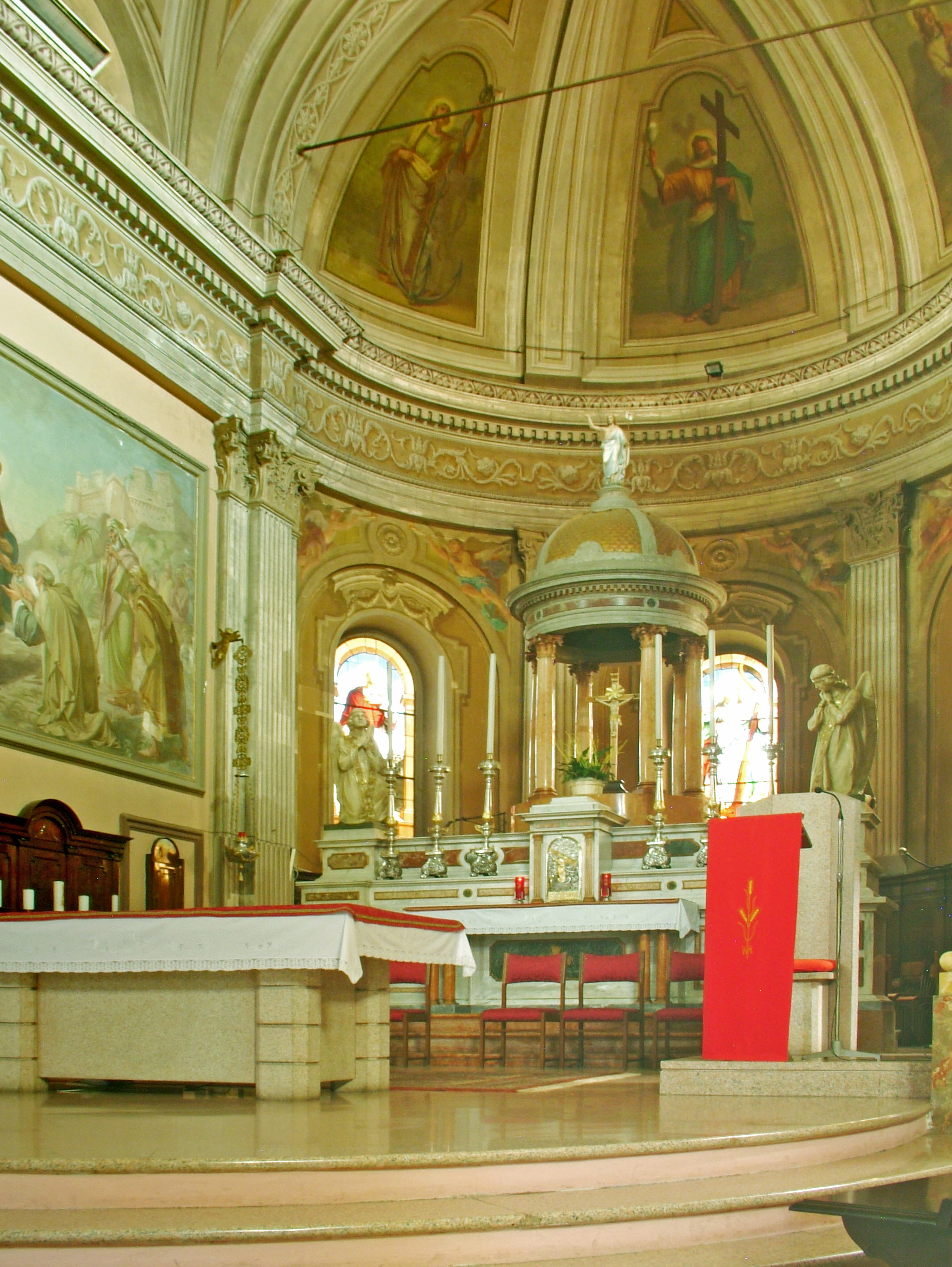
Il presbiterio della Chiesa dei Santi Pietro e Paolo.

Parrocchiale dei Santi Pietro e Paolo sulla piazza omonima, al centro del capoluogo. È stata costruita dal 1880 al 1882 su progetto dell'ingegnere architetto Enrico Strada; per problemi economici il campanile è stato aggiunto nel 1887 e la facciata è stata realizzata solamente nel 1927 su disegno dell'architetto Ugo Zanchetta. Provenienti dall'antica parrocchiale vi si conservano una statua della Madonna del Rosario e un crocifisso lignei del XVII secolo. Sulla controfacciata, al di sopra del portone principale, vi è un grande e pregiato organo a canne realizzato nel 1890 da Vittore Ermolli di Varese su disegno di Enrico Strada autore anche del disegno della cantoria realizzata interamente in legno; l'organo è stato restaurato nel 2000. I due grandi affreschi ai lati dell'altare sono opera di Mario Grandi Chiodo (1931), mentre la calotta della cupola è stata affrescata nel 1938 da Galloni, allievo del Grandi; dello stesso pittore è la rappresentazione delle Virtù Teologali nel catino dell'abside. La chiesa nelle sue forme iniziali è nata da uno sforzo collettivo dell'intera comunità in uno di quei rari momenti in cui, per la realizzazione di una grande opera, vengono accantonati i conflitti sociali e i contrasti di campanile.

#### Chiesa di San Bernardino da Siena

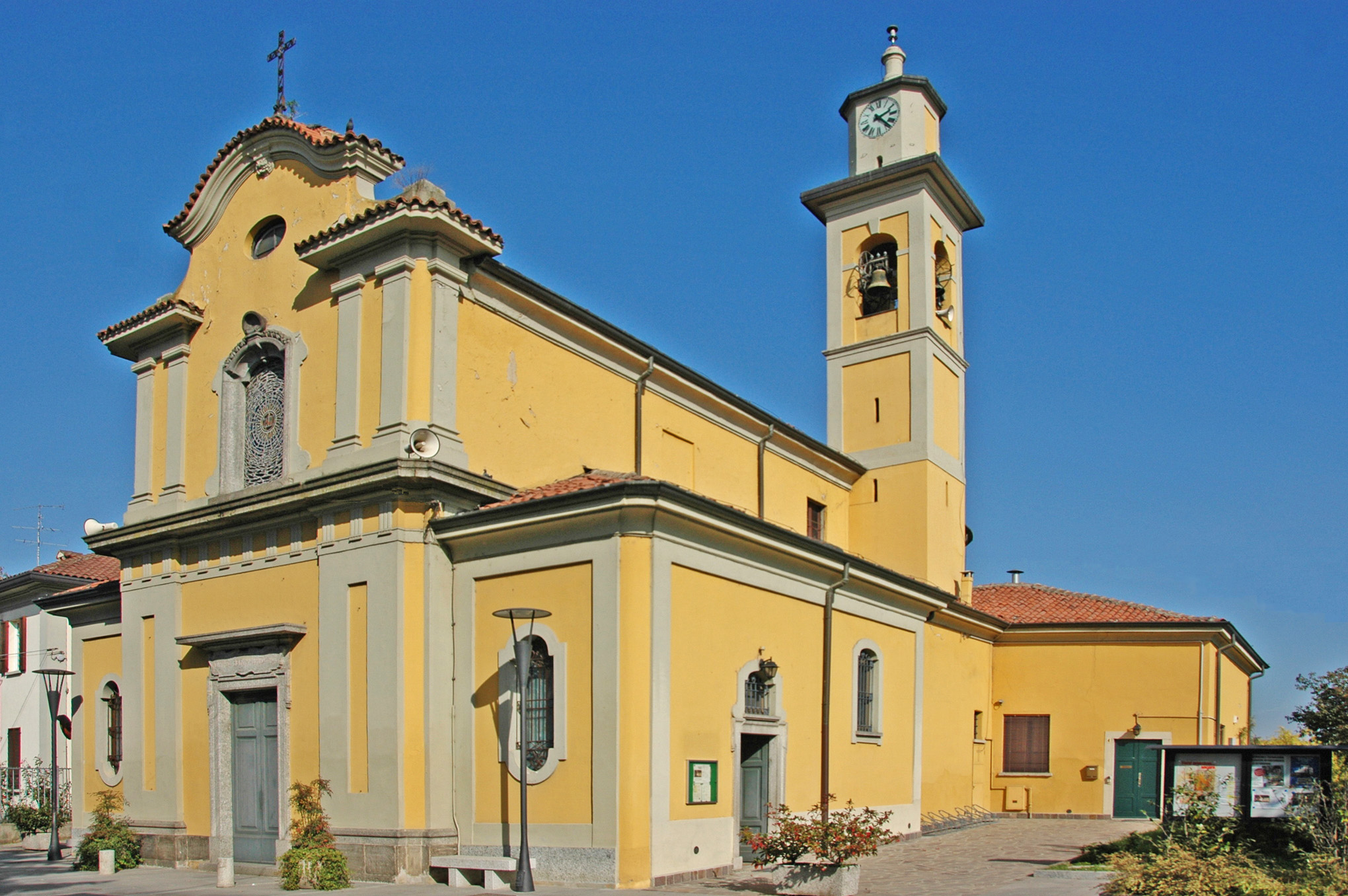
La chiesa di San Bernardino da Siena a Valera.

San Bernardino da Siena nella frazione di Valera è la chiesa più antica di Arese ancora officiata. Sorta probabilmente quando ancora il territorio era di proprietà della Pia Casa della Misericordia, è storicamente accertata dal 1558 quando la famiglia Lattuada ottenne il permesso di farvi celebrare la messa la domenica. Quando possiamo vederla rappresentata sulle mappe del catasto Teresiano (1721) è ancora una piccola cappella dispersa nella campagna; nei secoli successivi fino allo scoppio dell'ultima guerra i proprietari la arricchiranno e ingrandiranno per propria devozione e per l'interesse della comunità. Vi si conservano due grandi tele di attribuzione incerta ma di fattura cinque-seicentesca e si caratterizza soprattutto per una ricca cappella dedicata alla Madonna in cui si trova un affresco attribuibile a Filippo Comerio (inizio Ottocento). Per la sua ricchezza e per le dimensioni ridotte che favoriscono il raccoglimento è oggi anche meta ambita per matrimoni “fuori porta”.

#### Chiesa dell'Annunciazione della Beata Vergine e di San Luigi Gonzaga
In via Antonio Gramsci. È la chiesetta della frazione Torretta, ricca di storia pregressa ma sempre molto povera nell'aspetto. Il grande quadro dell'Annunciazione potrebbe risalire al 1705. Si è recentemente (2010) arricchita di otto vetrate policrome realizzate dagli artigiani del vetro di Tauca in Perù.

#### Chiesa di Maria Aiuto dei Cristiani
Si trova in piazza Maria Ausiliatrice nella zona residenziale settentrionale approssimativamente a metà strada tra la parrocchiale e Valera. È stata realizzata tra il 1980 e il 1981 su progetto dell'architetto Crivelli di Novara; di linee moderne, presenta una pianta a emiciclo ed è in grado di accogliere oltre cinquecento persone sedute. Arredamento essenziale ma non spartano, vi si trovano due statue lignee di pregevole fattura realizzate dallo scultore Max Moroder di Ortisei: un grande Cristo senza la croce, quasi librato nell'aria, posto dietro l'altare e Maria Ausiliatrice a cui la chiesa è dedicata.

### Architetture civili

#### Villa La Valera
Villa Lattuada-Settala-Marietti-Ricotti, comunemente conosciuta come La Valera, è un prestigioso complesso architettonico del XVIII secolo, situato in Valera di Arese.
Nella piccola frazione aresina sicuramente esisteva una villa padronale già nei primi anni del XVII secolo, di proprietà degli allora padroni del borgo, i Lattuada. Non ci è dato sapere come fosse la struttura all'epoca.
Alcune mappe del Catasto Teresiano, databili tra gli anni venti-30 del XVIII secolo, conservate presso l'Archivio di Stato di Milano, testimoniano la presenza, in Valera, di un insediamento padronale in un qualche modo simile a quello attuale.
Intorno agli anni cinquanta del XVIII secolo, la proprietà di Valera passò dai Lattuada ai Settala, i quali apportarono numerosi cambiamenti al borgo e probabilmente si deve a loro il progetto finale (e attuale) della villa.
Nel 1811 il borgo passò alla famiglia Marietti.
Durante la seconda guerra mondiale la villa divenne una base radio dell'esercito tedesco. Nei mesi di occupazione nazista, i soldati, per riscaldarsi, usarono come legna da ardere l'antica mobilia e molti alberi, anche secolari, del parco della villa, deturpando quasi tutto il patrimonio storico-artistico dell'allora Casa Marietti.
Nell'immediato dopoguerra fu acquistata, insieme a tutta la frazione e alle terre attigue, dalla famiglia Ricotti, la quale ne è tutt'oggi proprietaria.
Villa La Valera, nonostante alcune modifiche, conserva le sue linee originarie, diventando un'importante testimonianza di insediamento signorile settecentesco tipico lombardo.
Per una convenzione tra la famiglia Ricotti e il Comune di Arese, i cortili della villa vengono utilizzati per manifestazioni culturali, come ad esempio i "Concerti in Villa" che vedono esibirsi musicisti di fama internazionale.

#### Le cascine

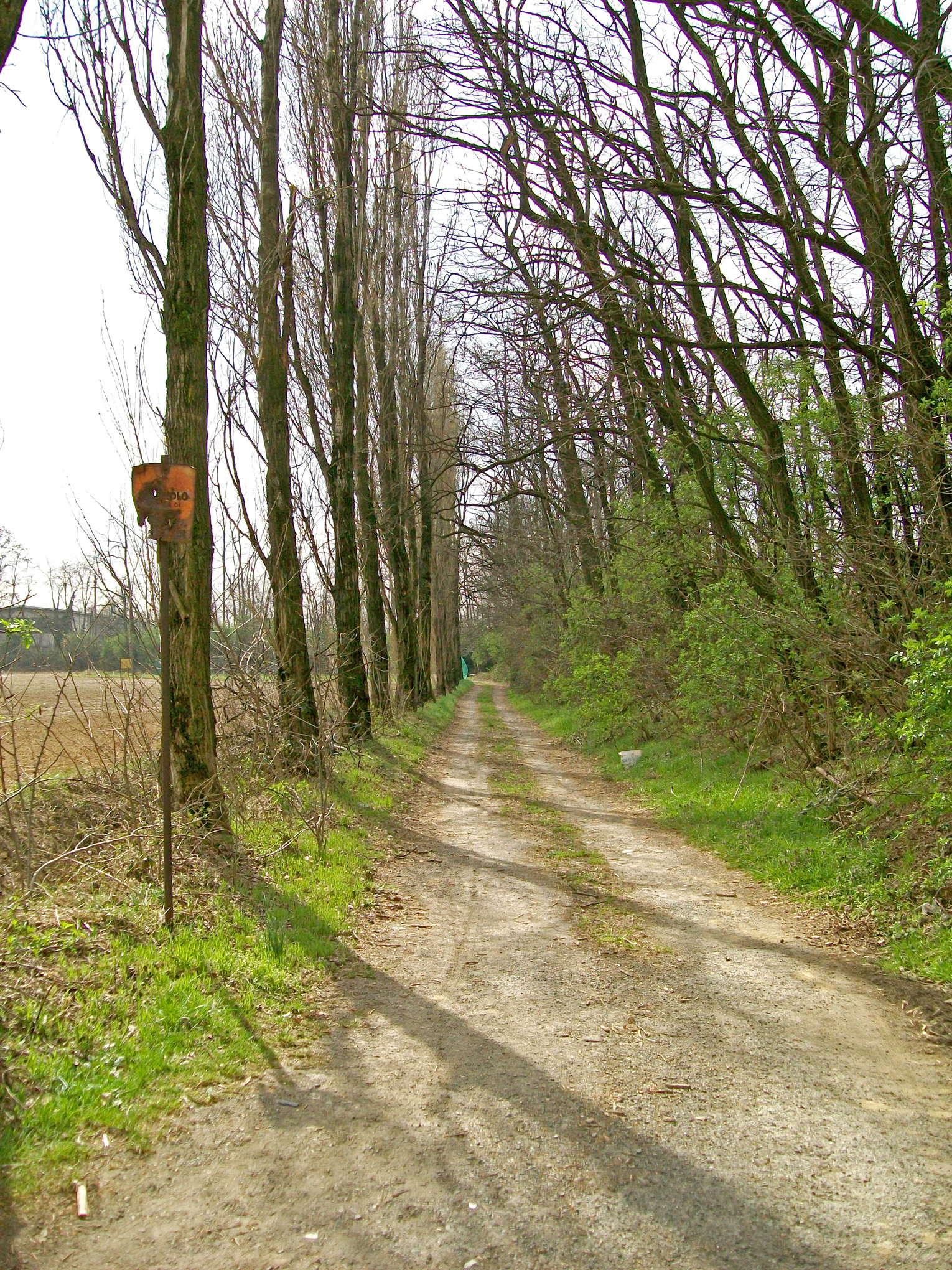
La zona delle cascine.

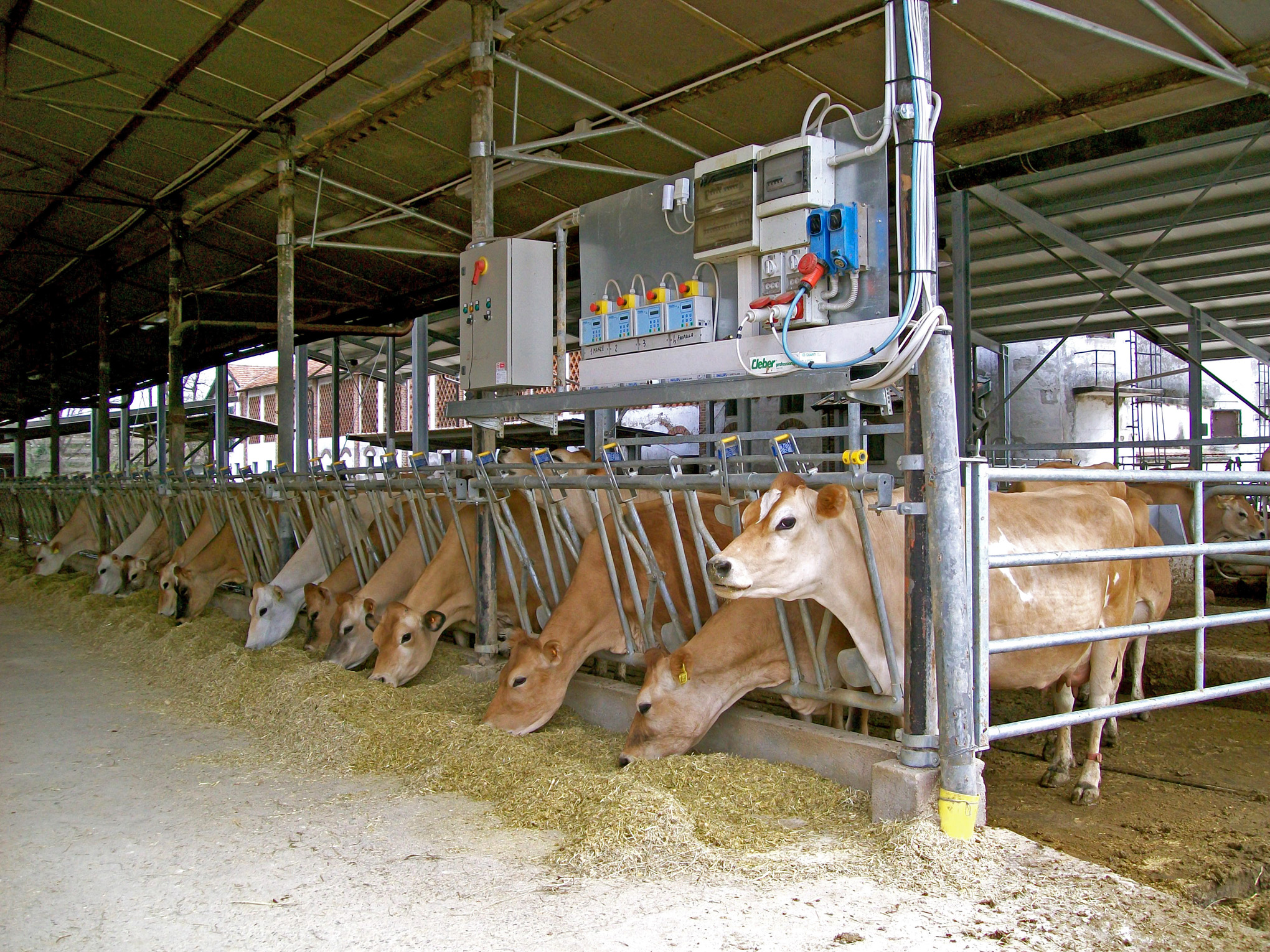
La moderna azienda agricola di cascina Cinci.

Poiché fin dalle origini il territorio è sempre stato frammentato in piccoli poderi, raramente vi si sono installate delle cascine del tipo diffuso nella bassa pianura lombarda tipiche dei grandi latifondi. Anticamente si ricordano solamente la Cassinassa nella zona meridionale del territorio – andata distrutta ;– e la Scessa, ancora attiva ma ora parte del comune di Bollate. Della seconda metà dell'Ottocento è la San Pietro, a poco più di mezzo chilometro a nord del centro storico, ora talmente soffocata tra i palazzi da essere praticamente invisibile. Della fine di quel secolo è la Papis (inizialmente Tre Ponti) che rimane ora nella zona industriale ed è adibita ad abitazioni. Distrutte, per diversi motivi anche la Molino, al confine tra Arese e Valera, e la Carmine (o Tornari) al confine con Milano dove oggi si trova il raccordo autostradale dell'autostrada A8 con la tangenziale nord di Milano: entrambe risalivano all'immediato primo dopoguerra.
In maniera differente permangono la Radio e la Cinci; la loro sopravvivenza è dovuta all'isolamento dal resto del mondo perché situate al di là dell'autostrada dei Laghi in terreni sui quali la speculazione edilizia sembra per il momento non aver ancora messo gli occhi. La prima è semidistrutta per l'incuria dei proprietari, la seconda è stata invece trasformata in una moderna e fiorente azienda agricola.
Si trovano entrambe in un angolo di mondo dove il tempo sembra essersi fermato, dove – tra campi accuratamente coltivati – è ancora possibile trovare i viottoli di campagna, i lunghi filari di piante, le aste dei fontanili (purtroppo prosciugati), i sistemi di irrigazione, la flora spontanea e splendidi animali allevati con estrema cura; così erano Arese e la campagna milanese non più di cinquanta anni fa.

### Monumenti
Colonna della peste: al di là di ogni congettura è certamente il monumento più antico di Arese; i vecchi la ricordavano da sempre nel campo presso il cimitero di Valera e la tradizione vuole che nel territorio comunale fossero tre, una per ogni centro abitato. Dovrebbe essere stata posata in occasione della peste del 1630. Nel corso degli anni ottanta la colonna è stata trafugata e quindi trasportata e ricostruita sul basamento originale a lato del viale Marietti, di fronte al luogo dove si trovava originariamente.
Croce del Giubileo 1925: una grande croce di granito posta presso il cimitero di Valera a ricordo del Giubileo del 1925. Anche in questo caso la croce originale è stata trafugata e quindi negli anni ottanta sul basamento originale, trasportato vicino alla chiesa della frazione, è stata ricostruita la croce.
Monumento ai caduti: caratteristico di quasi tutte le località della campagna milanese duramente provate da una guerra non sentita. La statua di bronzo è stata realizzata da Giovanni Battista Ricci e posta nel 1927 all'interno di un parco delle Rimembranze di fronte al palazzo comunale (oggi piazza Carlo Alberto dalla Chiesa).
Papa Paolo VI: monumento in lamiera metallica, passivata di colore grigio-azzurro, con inserti di bronzo su basamento di cemento inaugurata nel 1979 a un anno dalla morte del pontefice. Posizionata all'interno del Centro Salesiano, riporta una frase rivolta ai ragazzi del Centro dall'allora monsignore Giovanni Battista Montini in occasione della visita del 1959.
L'evoluzione dell'uomo: gruppo scultoreo realizzato da Giacomo Corti di San Vittore Olona con impasto di cemento bianco e polvere di marmo di Carrara su armatura di acciaio zigrinato. Inaugurato nel 1984, è situato nello spazio prospiciente il centro commerciale “Giada” in via dei Platani.
Sole: scultura in bronzo su basamento di granito brasiliano realizzato da Giò Pomodoro. Donata al comune di Arese dall'industria Johnson Wax nel 1986, si trova davanti all'ingresso principale del palazzo municipale in via Roma.
Papa Giovanni Paolo II: statua di bronzo realizzata dallo scultore aresino Giacinto “Gino” Bosco presso la Fonderia Artistica Cubro di Novate. È stata inaugurata nel 2006 e collocata nel parco di viale Einaudi che dall'anno precedente, in occasione della morte del pontefice era stato dedicato a Karol Wojtyla.
Un mondo di pace: scultura di bronzo realizzata da Giacinto “Gino” Bosco a ricordo di una ragazza aresina morta in un incidente stradale nel 1997. Il monumento, inaugurato nel 2008, è stato posto al centro di una rotonda sorta sul luogo dell'incidente all'incrocio tra le vie Marietti e Matteotti.
Monumento agli Alpini: realizzato assemblando un basamento in granito della Marmolada sovrastato da un'aquila di bronzo fuso proveniente dalla Val di Susa; è stato donato dal Gruppo di Arese dell'Associazione Nazionale Alpini. Inaugurato nel 2009, si trova in via dei Platani.

## Società

### Evoluzione demografica
Abitanti censiti

### Etnie e minoranze straniere
Al 31 dicembre 2023 la popolazione straniera era di 1.487 abitanti, pari al 7,68% degli abitanti.

## Geografia antropica
Nonostante la comprensibile necessità dei residenti di adeguare le abitazioni alle attuali condizioni di vita, i tre centri storici (quello del paese principale e delle due località Valera e Torretta) conservano in buona parte l'aspetto dell'antico paese rurale della campagna milanese.

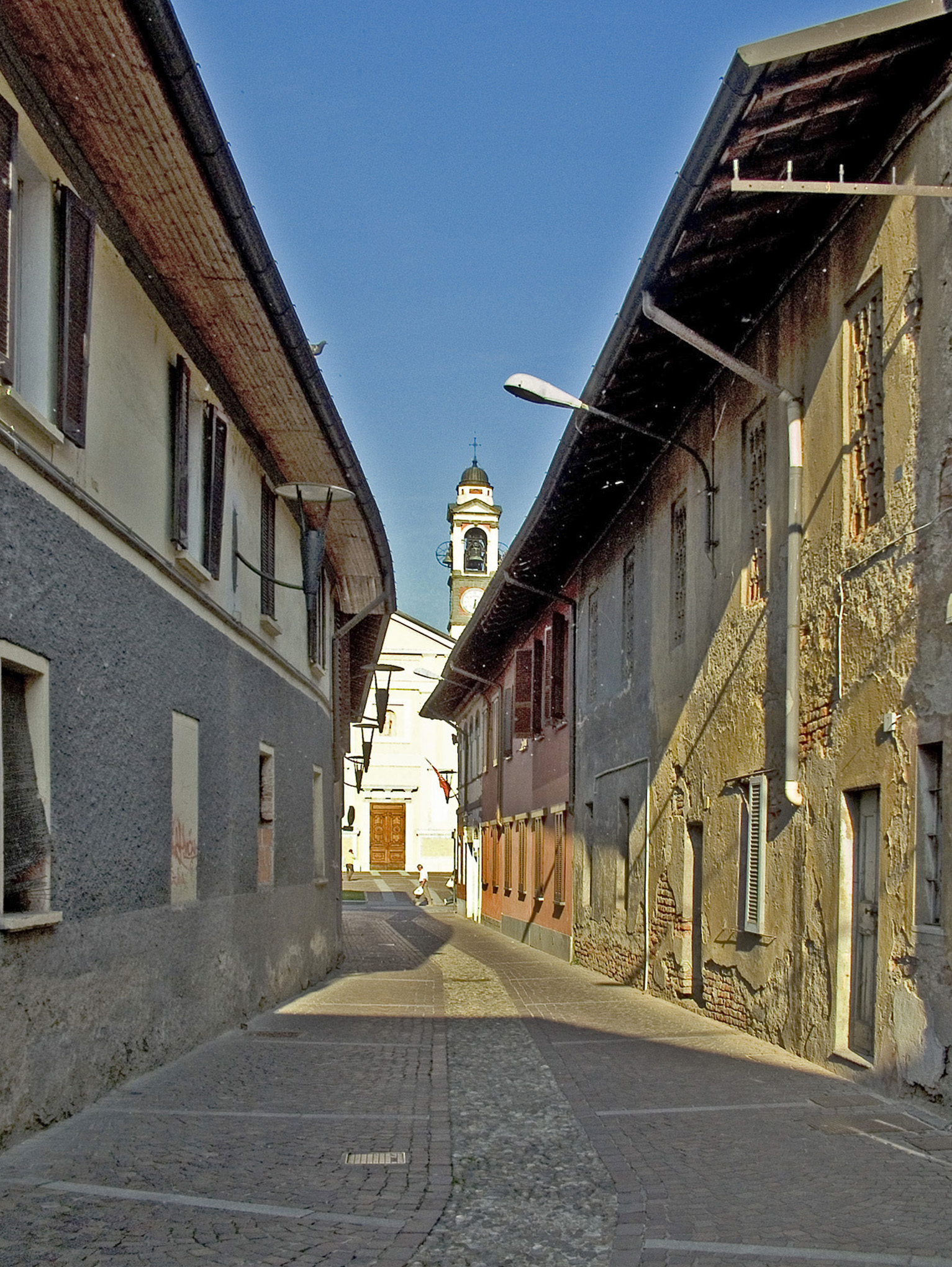
La parrocchiale vista da via Sant'Anna.

La strada principale del centro (via Caduti e parte di via Giannetto Mattei), leggermente digradante da Nord a Sud, si snoda con andamento sinuoso fra le costruzioni ricalcando la configurazione già presente nel catasto Teresiano; il selciato da poco rifatto in porfido e lastre di serizzo, conserva al centro una striscia di acciottolato che ricorda la classica rizzada che dal Settecento caratterizzava l'intera sede delle strade “interne” dei centri abitati. Numerose case hanno mantenuto l'accesso a volta tipico delle corti lombarde e alcune conservano ai lati dell'ingresso i paracarri posti a protezione degli spigoli; qualche balconcino di antica fattura sta a indicare le case signorili. Dove ancora è possibile accedere liberamente nella corte vi si possono trovare le strutture necessarie all'attività agricola (stalle, fienili, ripostigli), la scala esterna che portava alle camere ai piani superiori e la caratteristica ringhera «che serve per passare per di fuori da una ad altra abitazione [...] o per dar luogo agli abitatori di ricrearsi all'aria aperta».
La piazza della parrocchiale (piazza Santi Pietro e Paolo), se scenograficamente forse non molto bella, racchiude in sé gli otto secoli di storia della città: l'antico rifacimento del castello, oggi adibito a uffici comunali (la Torrazza o al colombée), la villa patrizia di fine Ottocento che attualmente ospita le suore salesiane (ex villa Borghi), l'imponente facciata della “nuova” parrocchiale, la chiesa medievale trasformata in canonica e la vecchia rimessa del Norge adibita poi a spaccio della cooperativa e a negozio di merceria.
Di fronte alla piazza si apre uno stretto vicolo tortuoso (via Sant'Anna) in cui ancor meglio sono identificabili gli elementi caratteristici del borgo agricolo e dove si ritrova l'ultima villa padronale ancora abitata dai proprietari (villa Gallazzi) che nel parco antistante ospita una pittoresca cappella privata.

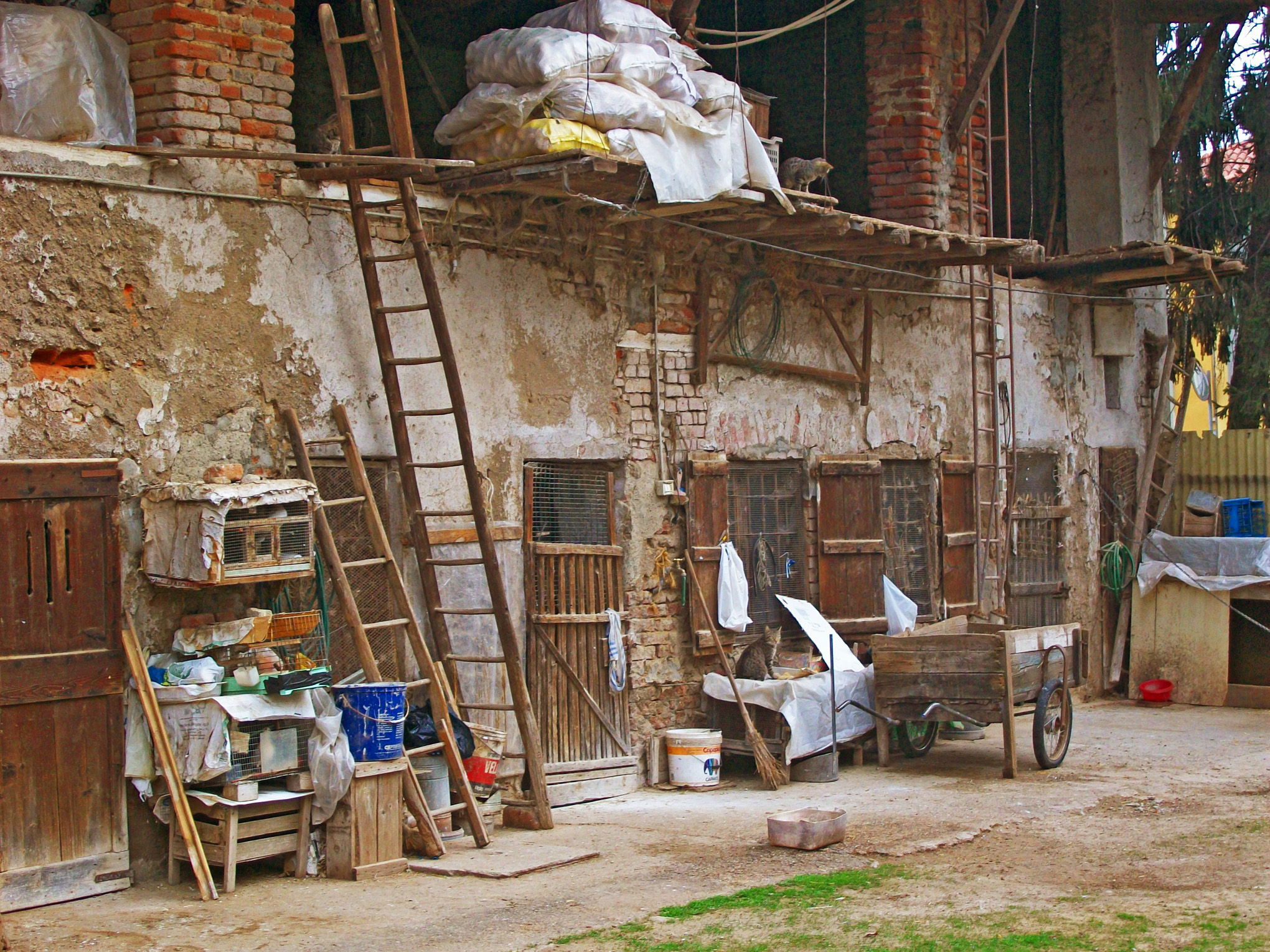
Edifici rurali nel borgo di Valera

La località Torretta è lambita dalla strada statale Varesina e per questo motivo ha sempre rivestito il ruolo di “porta orientale” del paese dove sostavano i viandanti. Almeno dal Seicento ha ospitato un'osteria, probabilmente con alloggi, che successivamente si è trasformata in stazione di posta e in punto di ristoro per i passeggeri del tram per Saronno; oggi vi si trova un apprezzato ristorante-pizzeria. Il borgo agricolo unisce fabbricati almeno settecenteschi ad altre unità abitative realizzate a fine Ottocento. La piccola e raccolta chiesetta risale allo stesso periodo avendo sostituito un antico oratorio del Seicento.
La frazione Valera (e non “La Valera” che identifica solamente la famosa villa) sarebbe sorta tra il XV e il XVI secolo su una preesistente struttura di proprietà della Pia Casa della Misericordia. Avendo sempre ospitato la comunità che prestava la propria opera per l'unico proprietario dell'intero territorio, si è sviluppata in maniera armonica a fianco della villa padronale. Entrando dall'ampio portale a volta posto quasi di fronte alla piccola chiesa del borgo, si ha subito l'impressione di lasciarsi alle spalle la modernità: l'ambiente raccolto, quasi silenzioso nonostante la presenza viva degli abitanti, i caseggiati la cui struttura identifica immediatamente l'epoca di realizzazione sempre antecedente il XX secolo, gli animali da cortile che circolano liberamente per i viottoli lasciati in terra battuta appena rivestita di un leggero strato di pietrisco e ghiaia riportano a un altro tempo ormai quasi dimenticato.

## Economia

### Stabilimento Alfa Romeo di Arese
Dall'inizio degli anni sessanta il nome della città è associato con l'azienda Alfa Romeo, in quanto è qui che si trasferì dalla storica sede del Portello di Milano, ed è qui che nacque il più grande stabilimento automobilistico della stessa.
Lo stabilimento Alfa Romeo di Arese ricopriva un'area molto ampia, che spaziava dal comune di Lainate a quello di Rho. La produzione di autovetture ebbe termine nel 2002, mentre quella dei motori nel dicembre 2005, con la fine della produzione del motore V6 Busso.

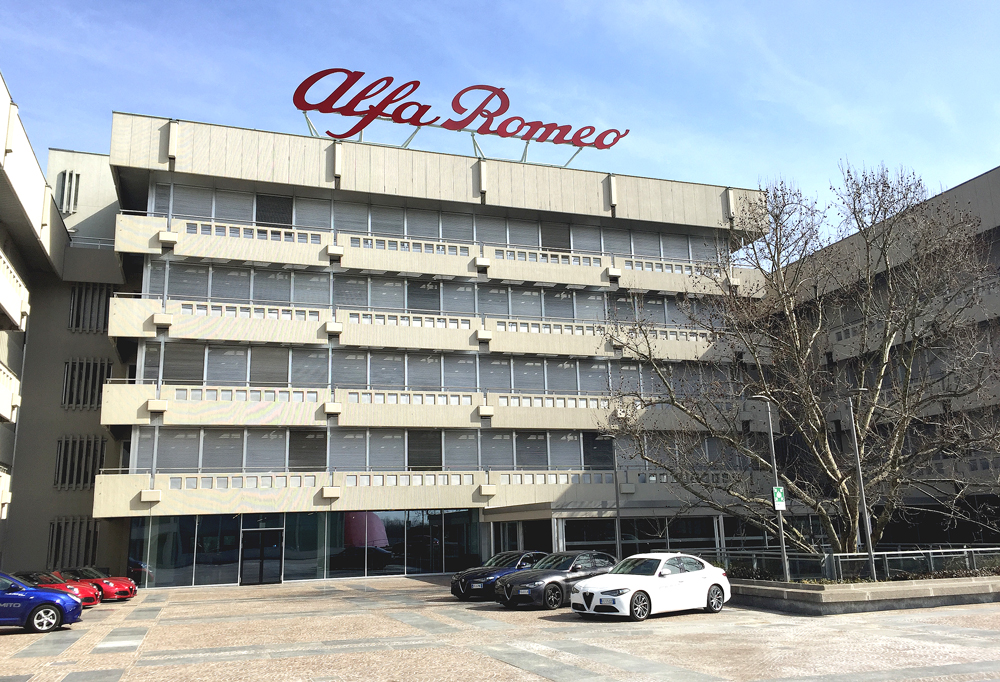
Il Museo storico Alfa Romeo

Nell'area restano attivi il Museo storico Alfa Romeo (unitamente al Centro Documentazione Storica dell'omonima casa automobilistica) e il centro commerciale Il Centro, condiviso con il comune di Lainate, tra i più grandi d'Europa. L'area di 700.000 metri quadrati, non più in utilizzo, sarà oggetto di una maxi riqualificazione e de-cementificazione dal valore di 120 milioni di euro che comporterà la creazione di una foresta urbana di 300.000 metri quadrati e la conseguente eliminazione di una delle più grandi isole di calore della provincia metropolitana.
Nell'accordo di programma è inoltre prevista la creazione di una tranvia dal polo MIND all'area.

## Infrastrutture e trasporti
Arese è localizzata in una posizione geografica peculiare in quanto attorniata dalle nuove vie di comunicazione come l'Alta Velocità o l'Autostrada dei Laghi per l'Aeroporto Malpensa.

### Strade
Non distante dal territorio comunale ci sono l'autostrada A4 e la Tangenziale Ovest che collega la A1 e la A7. La viabilità cittadina è collegata con uno svincolo alla A8/A9, con la possibilità però solo di uscita da Milano e di entrata verso Milano. Lo svincolo successivo, che permette anche di seguire le due direzioni mancanti, è comunque molto vicino al territorio comunale ed è quello di Lainate.
Il comune è infine lambito dalla SP ex SS n.233 "Varesina".

### Ferrovie
Il Comune di Arese non è servito da stazioni ferroviarie, anche se è attraversato da un raccordo ferroviario a servizio dello stabilimento dell'Alfa Romeo. Il raccordo è tuttora presente sia pur non più utilizzato. Inoltre è allo studio la riattivazione della linea S17 Garbagnate-Arese-Lainate.
È allo studio la realizzazione di una tranvia per collegare la stazione di Rho Fiera con l'ex area Alfa.

### Mobilità urbana
Il Comune di Arese è collegato da un servizio di autolinee abbastanza capillare (6 autolinee non scolastiche) con i comuni limitrofi e con le stazioni di Bollate Centro, di Rho e di Garbagnate Centro, nonché con Milano e la stazione della metropolitana di Rho Fieramilano tramite la linea 561. Quest'ultima serve, a corse alterne, il centro commerciale dell'ex area produttiva Alfa Romeo.
Il Comune di Arese inoltre appartiene all'area Mi4 del STIBM (Sistema Tariffario Integrato del bacino di mobilità) il quale consente di muoversi con un solo biglietto su tutta l'area in cui è in vigore tale tariffa (si possono utilizzare sia le autocorse espletate dalle compagnie di trasporto pubblico locale nonché i treni che non necessitino di prenotazione).
Come da Biciplan Cambio il comune, già dotato di varie piste ciclabili e di un percorso che lo collega all'area EXPO, verrà coinvolto attraverso la linea circolare C4.

## Amministrazione
| Periodo          | Periodo         | Primo cittadino   | Partito                       | Carica                  | Note          |
| ---------------- | --------------- | ----------------- | ----------------------------- | ----------------------- | ------------- |
| 7 maggio 1995    | 11 giugno 1999  | Rosella Ronchi    | Coalizione di Centro-sinistra | Sindaco                 | [ 79 ]        |
| 12 giugno 1999   | 7 giugno 2009   | Gino Perferi      | Coalizione di Centro-destra   | Sindaco                 | [ 80 ] [ 81 ] |
| 8 giugno 2009    | 2 dicembre 2011 | Gianluigi Fornaro | Coalizione di Centro-destra   | Sindaco                 | [ 82 ]        |
| 13 dicembre 2011 | 20 maggio 2012  | Emilio Chiodi     |                               | Commissario prefettizio | [ 83 ]        |
| 21 maggio 2012   | 18 agosto 2012  | Pietro Ravelli    | Liste civiche                 | Sindaco                 | [ 84 ]        |
| 19 agosto 2012   | 27 maggio 2013  | Anna Pavone       |                               | Commissario prefettizio | [ 85 ]        |
| 28 maggio 2013   | 29 maggio 2023  | Michela Palestra  | Coalizione di Centro-sinistra | Sindaco                 | [ 86 ] [ 87 ] |
| 29 maggio 2023   | in carica       | Luca Nuvoli       | Coalizione di Centro-sinistra | Sindaco                 | [ 88 ]        |

### Gemellaggi
- Canzo, dal 1973
- Mosonmagyaróvár, dal 1989
- Campolieto, dal 2006

## Sport

L' della stagione 1988-89

La squadra di pallacanestro maschile dell'Aresium è stata per anni protagonista nel campionato italiano fino alla stagione 1990-91, disputata in A2. Nel campionato successivo la squadra si spostò a Milano.
Dal 1979 è inoltre presente il G.S.O. Don Bosco Arese, gruppo sportivo comprendente vari sport fra cui spicca il tennistavolo con diverse squadre a livello nazionale, regionale e provinciale.
È inoltre attiva una squadra di pallanuoto, denominata SG Arese, che vanta una prima squadra in Serie C e una serie di altre squadre amatoriali.